# Olearia fragrantissima
Olearia fragrantissima (Engels: fragrant tree daisy) is een plantensoort uit de composietenfamilie (Asteraceae). Het is een kleine semi-bladverliezende boom of ruige struik die een groeihoogte kan bereiken. De stam is bedekt met een grijsbruine schors, die afschilfert in lange stroken. De struik heeft rechtopstaande roodbruine zigzaggende twijgen. De bladeren zijn 7,5 tot 30 millimeter lang en 5 tot 10 millimeter breed en hebben een puntige vorm. Jonge bladeren zijn behaard. De zoetgeurende bloemen zijn geelkleurig en groeien in kleine dichte trossen.
De soort komt voor in Nieuw-Zeeland, waar hij aangetroffen wordt op het Zuidereiland, van het Banks-schiereiland tot in het zuidelijker gelegen Southland. Hij groeit in terreinen met struikgewas en langs bosranden, van de kust tot in lagere montage gebieden. Verder groeit de struik in gemengde bossen met soorten als Sophora microphylla, Plagianthus regius, Pittosporum eugenioides, Griselinia littoralis, Carpodetus serratus en Coprosma-soorten. De struik groeit soms ook aan de rand van estuaria of kwelders, op plaatsen die tijdens extreme getijden onderhevig zijn aan zout water. De soort staat op de Rode Lijst van de IUCN geklasseerd als 'gevoelig'.

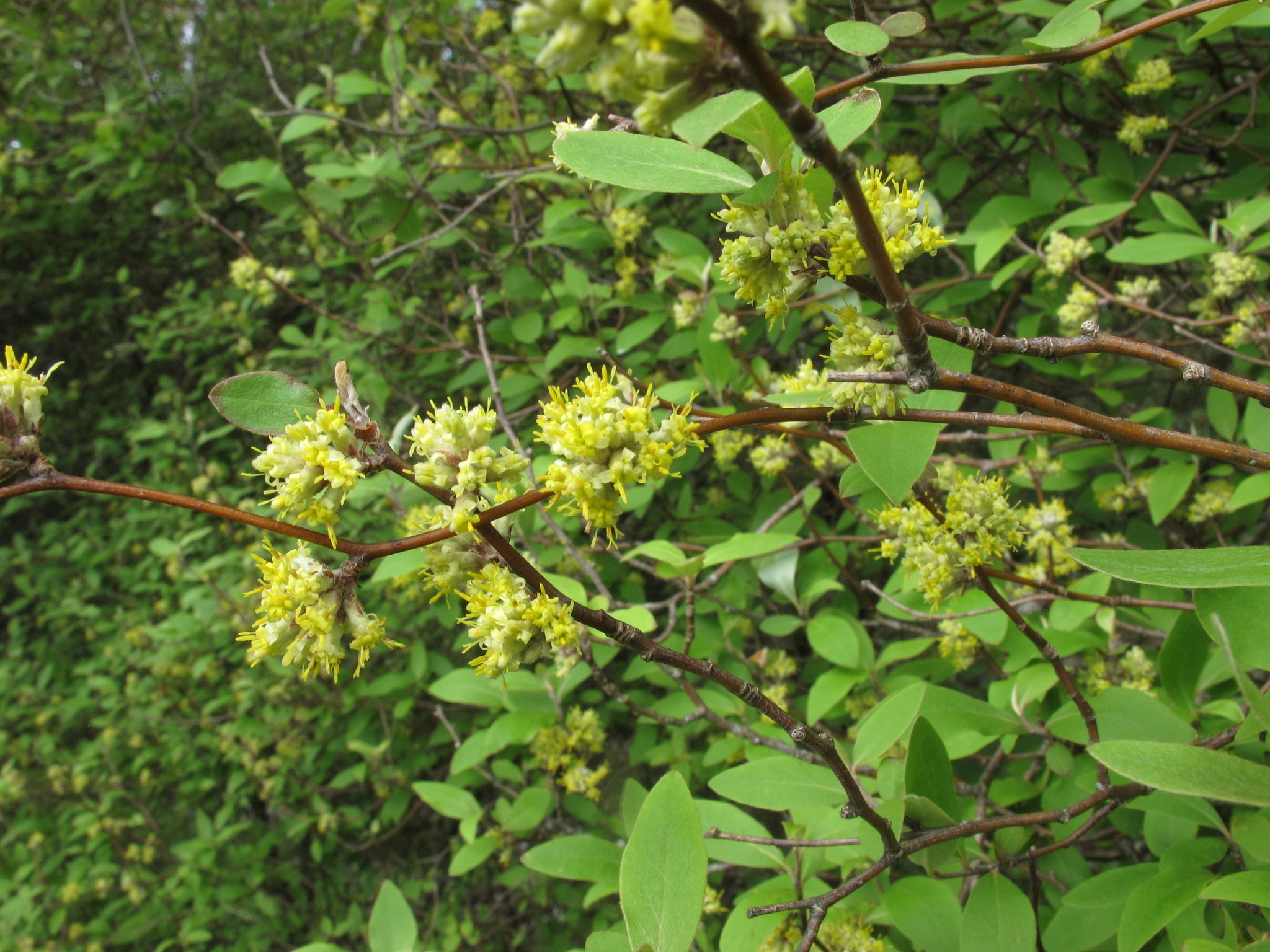
Bloemen